# ختافه
ختافه (به اسپانیایی: Getafe) یک شهرستان در اسپانیا با جمعیت ۱۷۰٬۱۱۵ نفر است که در مادرید واقع شده‌است.

## شهرهای خواهر
ختافه، شرکت‌کننده فعال در طرح خواهرخواندگی شهرهای اتحادیه اروپا است. اکنون، ختافه با سه شهر خواهرخوانده است:
- گتافه، فیلیپین،  از ۱۶ نوامبر ۱۹۹۰.
- دائره در Djrafia، صحرای غربی،  از ۱۱ ژوئن ۱۹۹۱
- گواناباکوئا، کوبا،  از ۱۶ نوامبر ۱۹۹۶.